# Peter Cullen
Peter Claver Cullen (Montréal, 28 luglio 1941) è un doppiatore canadese.

## Biografia
Inizia ad interessarsi alla recitazione ascoltando i racconti alla radio; diplomato al National Theatre School of Canada nel 1963, comincia a girare per il Canada lavorando con molti attori, da Christopher Plummer a Richard Pryor, in teatro e in TV; fa anche l'annunciatore e si esibisce in siparietti comici in Smothers Brothers Comedy Hour (1967/1969) e The Hudson Brothers Razzle Dazzle Show; lavora anche in sit-com come Tre per tre, spin-off di Tre cuori in affitto.
Si cimenta anche nell'animazione con Dungeons & Dragons, Voltron, G.I. Joe: A Real American Hero, Winnie the Pooh, Dinoriders, L'Uomo Ragno, Megas XLR, The Pirates of Dark Water ed altri cartoni di successo.

Nel 1976 dà la sua voce a King Kong nel film omonimo, nel 1982 alla macchina KARR in Supercar (ruolo che riprenderà nel 2008 in Knight Rider, remake di Supercar, in originale Knight Rider, appunto), nel 1987 al cacciatore alieno di Predator.
Il suo nome è legato però ad un personaggio: il leader degli Autobot Optimus Prime. Nel 1984 partecipa al casting per la serie TV Transformers e si convince che il personaggio è una grande opportunità; il fratello Larry, capitano dei Marìnes durante il Vietnam, gli consiglia di non dare a Prime una caratterizzazione da eroe hollywoodiano e Peter si ispira a Larry; in seguito spiegherà in un'intervista: "Quando tornò a casa, potevo vedere un cambiamento. Era più calmo ed era un uomo e un eroe per me. Lo guardai e lo ascoltai. Non avevo mai avuto l'opportunità di fare un supereroe, ma quando venne, (la voce)  venne fuori così e sembravo proprio Optimus."
Cullen scoprirà l'affezione dei fan per Optimus Prime nel 1986, quando il personaggio viene fatto morire in Transformers: the Movie; migliaia di lettere di protesta inondano la redazione della stazione televisiva portando al ritorno di Prime nella stagione 3 dello show.
Negli anni '90, Peter Cullen viene spesso invitato alle manifestazioni dedicate ai Transformers, prima tra tutte la BotCon, e i fan lo richiedono a gran voce per la trasposizione cinematografica dei robot alieni; il produttore Don Murphy lo porta da Michael Bay che lo sceglie di nuovo per il ruolo di Optimus Prime; da allora, Cullen ritorna spesso come Optimus nei due seguiti del film, nel cartone animato Transformers: Prime, e nei videogiochi dedicati alla trilogia cinematografica, come pure Transformers: la battaglia di Cybertron e Transformers: La caduta di Cybertron. Nei videogames, nel cartone animato e in tre dei  quattro film Cullen ha l'occasione di lavorare ancora con un vecchio amico, Frank Welker, il Megatron degli anni '80.

### Vita privata
È il padre dello stuntman Clay Cullen.

## Filmografia parziale

### Doppiatore
- Saturday Supercade - Mario
- Transformers - Optimus Prime, Ironhide, Streetwise, Blowpipe, Slugslinger
- I 13 fantasmi di Scooby-Doo - Maldor, Demondo, Zimbulu
- Supercar - KARR
- G.I. Joe: A Real American Hero - Airborne, Ramar, Zandar
- Winnie the Pooh alla ricerca di Christopher Robin, House of Mouse - Il Topoclub, T come Tigro... e tutti gli amici di Winnie the Pooh, Il libro di Pooh, Winnie the Pooh e gli Efelanti - Ih-Oh
- Il pianeta del tesoro - Capitano Nathaniel Flint
- Transformers, Transformers - La vendetta del caduto, Transformers: War for Cybertron, Transformers: Prime, Transformers 3, Transformers: La caduta di Cybertron, Transformers 4 - L'era dell'estinzione, Transformers - L'ultimo cavaliere, Bumblebee, Transformers - Il risveglio - Optimus Prime
- Rock Aliens - Robot 1359
- Transformers One - Primus